# Born This Way – The Remix
Born This Way – The Remix is een compilatiealbum van de Amerikaanse popzangeres Lady Gaga. De hits van het album Born This Way zijn in het album geremixt. Het album wordt uitgegeven op 21 november 2011. Op de dag dat ook Born This Way - The Collection wordt uitgegeven.

## Tracklist
| 1.                 | Born This Way (Zedd Remix)                       | Lady Gaga, Jeppe Laursen                          | Zedd (remix production and mixing by Zedd)                                                                   | 6:30 |
| 2.                 | Judas (Goldfrapp Remix)                          | Lady Gaga, RedOne                                 | Goldfrapp (remix by Goldfrapp)                                                                               | 4:41 |
| 3.                 | The Edge of Glory (Foster the People Remix)      | Lady Gaga, Fernando Garibay, DJ White Shadow      | Foster the People (remix by Foster the People)                                                               | 6:10 |
| 4.                 | Yoü and I (Wild Beasts Remix)                    | Lady Gaga                                         | Wild Beasts (remix and additional production by Wild Beasts)                                                 | 3:50 |
| 5.                 | Marry the Night (The Weeknd & Illangelo Remix)   | Lady Gaga, Garibay                                | The Weeknd, Illangelo (remix by The Weeknd and Illangelo, additional background vocals by The Weeknd)        | 4:03 |
| 6.                 | Black Jesus † Amen Fashion (Michael Woods Remix) | Lady Gaga, DJ White Shadow                        | Michael Woods (remix, additional production and keyboards by Michael Woods courtesy of Three Six Zero Group) | 6:10 |
| 7.                 | Bloody Mary (The Horrors Remix)                  | Lady Gaga, Garibay, DJ White Shadow               | The Horrors (remix by The Horrors)                                                                           | 5:18 |
| 8.                 | Scheiße (Guéna LG Club Remix)                    | Lady Gaga, RedOne                                 | Guéna LG (remix and additional production by Guéna LG, mixed by Julien Carret)                               | 5:44 |
| 9.                 | Americano (Gregori Klosman Remix)                | Lady Gaga, Garibay, Cheche Alara, DJ White Shadow | Gregori Klosman (remix produced by Gregori Klosman)                                                          | 6:07 |
| 10.                | Electric Chapel (Two Door Cinema Club Remix)     | Lady Gaga, DJ White Shadow                        | Two Door Cinema Club (remix by Two Door Cinema Club)                                                         | 3:59 |
| 11.                | Yoü and I (Metronomy Remix)                      | Lady Gaga                                         | Metronomy (remix and additional production by Joseph Mount)                                                  | 4:19 |
| 12.                | Judas (Hurts Remix)                              | Lady Gaga, RedOne                                 | Hurts (remix by Hurts)                                                                                       | 3:58 |
| 13.                | Born This Way (Twin Shadow Remix)                | Lady Gaga, Jeppe Laursen                          | Twin Shadow (remix production by Twin Shadow)                                                                | 4:05 |
| 14.                | The Edge of Glory (Sultan & Ned Shepard Remix)   | Lady Gaga, Garibay, DJ White Shadow               | Sultan & Ned Shepard (remix production by Sultan & Ned Shepard)                                              | 6:34 |
| Totale duur: 71:27 |                                                  |                                                   | |      |

| 15.                | Judas (Röyksopp's 30 Pieces Mix) | Lady Gaga, RedOne | Röyksopp | 9:18 |
| Totale duur: 80:45 |                                  |                   |          |      |

| 15.                | Yoü and I (Mark Taylor Remix)                  | Lady Gaga                  | Mark Taylor | 5:02 |
| 16.                | The Edge of Glory (Desi Hits! Bollywood Remix) | Lady Gaga, Garibay, RedOne | DJ Aqeel    | 4:26 |
| 17.                | Judas (Röyksopp's 30 Pieces Mix)               | Lady Gaga, RedOne          | Röyksopp    | 9:18 |
| Totale duur: 90:13 |                                                |                            |             |      |